# Asteroid

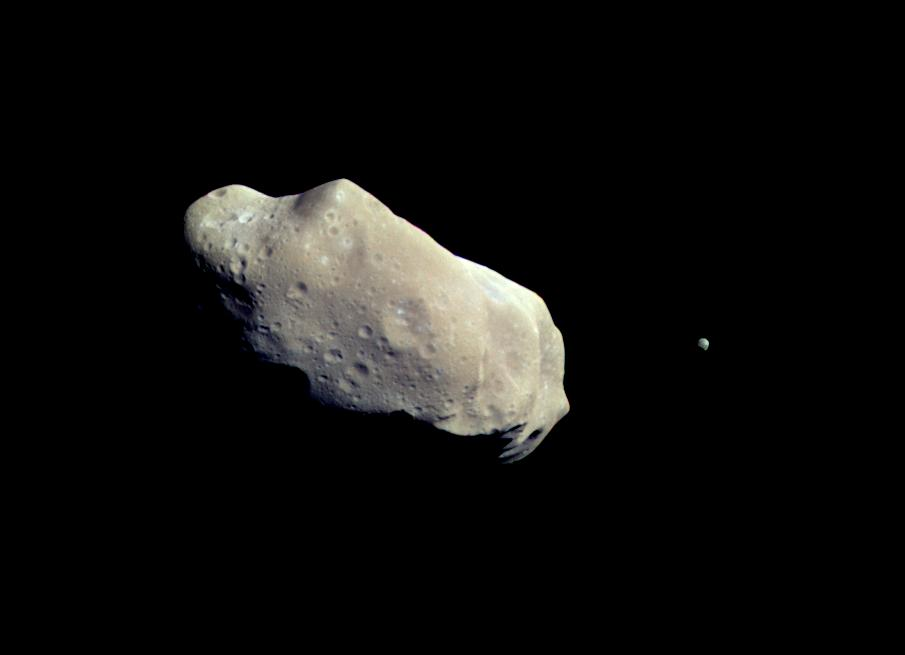
Asteroid 243 Ida med satelliten Dactyl

Asteroider är en typ av små himlakroppar i solsystemet i omloppsbana kring solen. De flesta asteroider finns i asteroidbältet mellan Mars och Jupiters banor. Mellan 1801 och 1807 upptäcktes de fyra första asteroiderna, Ceres, Pallas, Juno och Vesta. Antalet asteroider i solsystemet med en diameter över 1 km uppskattas för närvarande till någonstans mellan 1,1 och 1,9 miljoner. När asteroiderna först upptäcktes antog astronomerna att det var byggnadsmaterial till en planet som inte kunde samlas på grund av Jupiters gravitationsfält. Numera vet man att nästan alla asteroider är kollisionsfragment. Endast ett fåtal relativt stora finns kvar sedan de bildades ur planetesimalerna.

## Asteroider i solsystemet

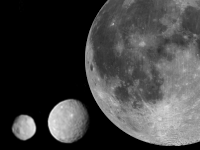
Vänster till höger: 4 Vesta, Ceres, Jordens måne.

Hundratusentals asteroider har upptäckts i solsystemet, och det upptäcks 5 000 nya varje månad. Den 18 november 2023 var 1,33 miljoner småplaneter registrerade, varav 640 000 har omloppsbanor som är tillräckligt väl kända för att ges permanenta officiella nummer. Den 19 december 2023 hade 24 555 fått officiella namn.
Den namnlösa småplaneten med det lägsta numret är (4596) 1981 QB; den namngivna småplaneten med det högsta numret är 627520 Corbey.
Astronomer uppskattar det totala antalet asteroider som är över 1 km i diameter till mellan 1,1 och 1,9 miljoner. Den största asteroiden i det inre solsystemet är Ceres, som har en diameter på 900–1000 km. Två andra asteroider i det inre solsystemet är 2 Pallas och 4 Vesta som båda har diametrar på c:a 500 km. Vesta är den enda asteroiden i huvudbältet som kan skönjas med blotta ögat. I mycket ovanliga tillfällen kan en jordnära asteroid vara synlig utan hjälpmedel, se 99942 Apophis).
Den totala massan av alla asteroider i huvudbältet uppskattas vara 3,0-3,6x1021 kg, eller ungefär 4 % av månens massa. Av denna massa innehar Ceres 950x1018 kg eller 32 %. Lägger man till de tre näst mest massiva asteroiderna 4 Vesta (9 %), 2 Pallas (7 %), och 10 Hygiea (3 %), blir totalsumman 51 %; med de nästa tre, 511 Davida (1,2 %), 704 Interamnia (1,0 %), och 3 Juno (0,9 %), bidrar bara med ytterligare 3 % av totalmassan. Antalet asteroider ökar sedan exponentiellt medan deras individuella massor minskar. Endast de allra största asteroiderna har tillräckligt stor massa för att vara sfäroida. Resten av asteroiderna har oregelbundna former.
Många av asteroiderna befinner sig i asteroidfamiljer. Asteroiderna i en familj har snarlika banelement som halv storaxel, excentricitet och inklination. Asteroidfamiljerna tros vara spillrorna efter gångna asteroidkollisioner.

## Asteroidupptäckter

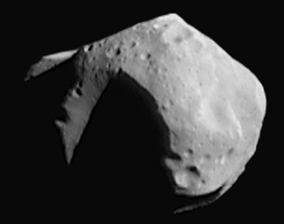
253 Mathilde.

### Historiska upptäcktsmetoder
I slutet av 1700-talet organiserade baron Franz Xaver von Zach en grupp av 24 astronomer för att söka stjärnhimlen efter den "felande planeten" som förutspåddes ligga omkring 2,8 astronomiska enheter från solen enligt Titius-Bodes lag, delvis som följd av Sir William Herschels upptäckt av planeten Uranus vid det avstånd som lagen "förutspådde". Sökningsarbetet krävde framställandet av handritade stjärnkartor för alla stjärnor i ett band kring ekliptikan ned till en bestämd ljusstyrkegräns (magnitud). Under följande nätter skulle stjärnhimlen avritas igen och förhoppningsvis kunde ett rörligt objekt upptäckas. Den förväntade egenrörelsen var ungefär 30 bågsekunder i timmen, enkelt att upptäcka även för dåtidens astronomer.
Ironiskt nog upptäcktes den första asteroiden Ceres inte av en medlem av gruppen, utan helt av en händelse år 1801 av Giuseppe Piazzi, som då var chef för observatoriet i Palermo, Sicilien. Han upptäckte ett nytt stjärnliknande objekt i Oxen och följde dess rörelse i flera nätter. Matematikern Carl Friedrich Gauss använde Piazzis observationer för att bestämma det okända objektets avstånd till jorden. Gauss beräkningar placerade objektet mellan Mars och Jupiter. Piazzi döpte det efter Ceres, den romerska åkerbruksgudinnan.
Tre andra asteroider (2 Pallas, 3 Juno, 4 Vesta) upptäcktes de följande åren. Efter ytterligare åtta års fruktlösa sökningar antog de flesta astronomer att det inte fanns fler asteroider och övergav systematiska eftersökningar.
Men Karl Ludwig Hencke var ihärdig, och började söka efter fler asteroider 1830. Femton år senare upptäckte han 5 Astraea, den första nya asteroiden på 38 år. Han upptäckte även 6 Hebe mindre än två år senare. Efter detta deltog fler astronomer i sökningen och åtminstone en ny asteroid upptäcktes varje år (undantaget krigsåret 1945). Kända "asteroidjägare" var J. R. Hind, Annibale de Gasparis, Robert Luther, H. M. S. Goldschmidt, Jean Chacornac, James Ferguson, Norman Robert Pogson, E. W. Tempel, J. C. Watson, C. H. F. Peters, A. Borrelly, J. Palisa, Paul Henry, Prosper Henry och Auguste Charlois.

2004 FH är pricken i mitten som följs i fotografisekvensen; objektet som flyger förbi mot slutet är en satellit.

1891 började Max Wolf använda astrofotografi för att upptäcka asteroider, som uppträdde som små streck på långtidsexponerade fotografiska plåtar. Detta ökade upptäcktstakten dramatiskt jämfört med tidigare visuella metoder: Wolf upptäckte själv 248 asteroider, fr.o.m. 323 Brucia, medan endast något fler än 300 hade upptäckts dittills. Ändå hade ett sekel senare bara några tusen asteroider identifierats, numrerats och namngivits. Det var känt att det fanns många fler, men astronomer var mest ointresserade av dem, och kallade dem "stjärnhimlens ohyra".

### Moderna upptäcktsmetoder
Fram till 1998 upptäcktes asteroider med en fyrstegsprocess. Först fotograferades en region av stjärnhimlen med ett vidvinkelteleskop två gånger med en timmes mellanrum. Sedan undersöktes fotografierna med ett stereoskop. En himlakropp belägen i solsystemet hade då hunnit förflytta sig mellan fotograferingsögonblicken, och verkade "sväva" framför de bakomliggande stjärnorna. När ett rörligt föremål upptäckts mättes dess position noggrant med ett mikroskop. Positionen mättes relativt till kända stjärnor.
Dessa första tre steg utgör inte en asteroidupptäckt; observatören har endast observerat en apparition som får ett provisoriskt namn, bestående av upptäcktsåret, en tvåbokstavig kod som motsvarar veckan upptäckten gjordes, och ett löpnummer (exempel: 1998 FJ74).
Det slutliga steget var att skicka positionerna och observationstiderna till Brian Marsden i Minor Planet Center. Dr. Marsden använde datorprogram som bestämde om apparitionen kunde knytas ihop med tidigare apparitioner i en omloppsbana. Om så inte var fallet fick objektet ett nummer. Observatören med den tidigaste apparitionen utnämndes till upptäckare och fick äran att namnge asteroiden (efter IAU:s godkännande) efter att den numrerats.

### Senaste teknologin: spaningen efter hotfulla asteroider
Asteroider utgör ett stort hot mot livet på jorden. En kollision med en större asteroid som inte förbränns helt av jordens atmosfär kan orsaka katastrof. En del forskare tror att vår måne är ett resultat av en kollision av en mycket stor asteroid (se jordnära asteroider). De tre viktigaste grupperna av jordnära asteroider är Apollo-asteroiderna, Amor-asteroiderna och Aten-asteroiderna. Ett flertal strategier för att undvika asteroidkollisioner har föreslagits.
Den jordnära asteroiden 433 Eros upptäcktes för så länge sedan som 1898, och ett flertal liknande objekt upptäcktes på 1930-talet; i upptäcktsordning 1221 Amor, 1862 Apollo, 2101 Adonis, och slutligen 69230 Hermes, som kom så nära som 0,005 AU från jorden 1937. Astronomer började inse möjligheterna av en kollision med jorden.
Senare händelser ökade oron: det allmänna anammandet av Walter Alvarez teori att dinosauriernas massutdöende orsakades av ett meteoroidnedslag och komet Shoemaker-Levy 9s kollision med Jupiter 1994. USA:s militär avslöjade också att dess militärsatelliter, som byggts för att upptäcka kärnvapenexplosioner, hade observerat hundratals nedslag av objekt i storleksordningen 1 till 10 meter i den övre atmosfären. Torinoskalan sattes upp som ett mått på kombinationen av träffsannolikhet och konsekvens.
Alla dessa faktorer bidrog till lanseringen av högeffektiva automatiserade system som består av CCD-kameror och datorer direkt anslutna till teleskop. Sedan 1998 har den stora merparten av asteroiderna upptäckts av sådana automatiska system. Några forskningsprojekt som använder sig av sådana automatiska system är:
- Lincoln Near-Earth Asteroid Research (LINEAR)
- Near Earth Asteroid Tracking (NEAT)
- Spacewatch
- Lowell Observatory Near-Earth-Object Search (LONEOS)
- Catalina Sky Survey (CSS)
- Campo Imperatore Near-Earth Objects Survey (CINEOS)
- Japanese Spaceguard Association
- Asiago-DLR Asteroid Survey (ADAS)

Bara LINEAR hade redan den 28 augusti 2007 upptäckt 84 764 asteroider. Tillsammans har de automatiska systemen upptäckt 4711 jordnära asteroider däribland över 600 som är större än 1 km i diameter. Därmed beräknas att människan känner till mer än 90% av alla jordnära asteroider över 1 km och ambitionen är att nå samma täckningsgrad ner till 140 meters storlek. Detta innebär att människan är nära målet att känna alla jordnära objekt som är stora nog att ge allvarliga globala effekter på jorden.